# فربيون ببلوس
فربيون ببلوس أو الفرفح (باللاتينية: Euphorbia peplus) نوع نباتي يتبع جنس الفربيون من الفصيلة اللبنية.
النبات سام.

## الموئل والانتشار
ينتشر في مناطق الوطن العربي المتوسطية والقوقاز وكل مناطق أوروبا.

## مرادفات للاسم العلمي
- (باللاتينية: Esula peplus (L.) Haw.)
- (باللاتينية: Euphorbion peplum (L.) St.-Lag.)
- (باللاتينية: Galarhoeus peplus (L.) Prokh.)
- (باللاتينية: Keraselma peplus (L.) Raf.)
- (باللاتينية: Tithymalus peplus (L.) Hill)